# Гончар Анатолій Григорович
 Гонча́р Анато́лій Григо́рович  (нар. 23 травня 1941, c. Селище (Літинський район), Вінницька область) — український літератор, журналіст, краєзнавець. Член Національної спілки журналістів України, Заслужений журналіст України (2000).

## Біографія
Народився 23 травня 1941 року у передмісті смт Літина — с. Селище (Літинський район) на Вінниччині. Випускник факультету журналістики Київського державного університету ім. Т. Г. Шевченка (1970). Водночас опановував журналістську справу, працюючи у газетах на українському Поділлі — тиврівській «районці» «Маяк» (від 1966 р.), літинському виданні «Радянське життя» (1967—1968 рр.).

Після закінчення у 1973 р. Донецького вищого військово-політичного училища інженерних військ і військ зв'язку до 1987 р. — кадровий офіцер на посадах у військовій журналістиці від кореспондента до редактора дивізійної газети. Серед місць служби — групи радянських військ у Чехословаччині, Польщі, Німеччині, полігон ядерних випробувань на архіпелазі Нова Земля, обмежений контингент радянських військ в Афганістані. Полковник у відставці.

Після звільнення з військової служби до 2008 р. працював у редакціях вінницької обласної газети «Подолія», щотижневика вітчизняних ВПС «Крила України», займався громадською діяльністю, перебуваючи заступником голови обласної Спілки офіцерів України (1991—1995), головою Вінницької міської Української спілки ветеранів Афганістану (1991—2010).

Від 2010 р. — на творчій роботі.

## Літературна діяльність
Перша публікація у 1962 р. в газеті Московського округу ППО «На боевом посту». Відтак, автор тисяч журналістських матеріалів, понад 20 книг прози, публіцистики, поезії, хроніки, художньо-документальних оповідань, краєзнавчих розвідок українською та російською мовами. Наріжною темою досліджень і творчості стала афганська кампанія 1979—1989 рр., упорядкування відомостей і збереження пам'яті про земляків-подолян з бойовим досвідом Афганістану.

## Премії та нагороди
Переможець багатьох творчих журналістських та письменницьких конкурсів, зокрема, радянського тижневика «Неделя» (1984) за оповідання «Хліб».
- Вінницька обласна журналістська премія імені Костянтина Гришина (1998) за книгу «Чорний тюльпан».
- Заслужений журналіст України (2000).
- Вінницька обласна журналістська премія імені Олександра Гетьмана (2010).
- Відзнака НСЖУ «Золоте перо» (2010).
- Літературно-мистецька премія «Кришталева вишня» (2010) за книгу «Коріння, або Ми — діти України».

Державні, урядові та відомчі нагороди за часи військової служби.
|                                     | Час підбивати підсумки: що, скільки і якої якості «видав» читачам. «Що» і «скільки» — важко підрахувати. Врешті, можна прикинути ці цифри. Хоч і грубо: находив, налітав, наїздив більше 100000 кілометрів і зносив до 300 пар взуття. Напевне, коли б слова, написані мною, поставити одне за одним, то ланцюг видався такий довжелезний, що навколо обійняв земну кулю. Чим не рекорд?! |
| — Анатолій Гончар (з автобіографії) | |